# سانداكان
سانداكان (بالإنجليزية: Sandakan)‏ هي مدينة تقع في ماليزيا في إقليم سانداكان. يقدر عدد سكانها بـ 396,290 نسمة ومساحتها 2,266 كم2 .

## المناخ
يظهر الجدول التالي التغييرات المناخية على مدار السنة لسانداكان:
| البيانات المناخية لـسانداكان                                                                    | البيانات المناخية لـسانداكان | البيانات المناخية لـسانداكان | البيانات المناخية لـسانداكان | البيانات المناخية لـسانداكان | البيانات المناخية لـسانداكان | البيانات المناخية لـسانداكان | البيانات المناخية لـسانداكان | البيانات المناخية لـسانداكان | البيانات المناخية لـسانداكان | البيانات المناخية لـسانداكان | البيانات المناخية لـسانداكان | البيانات المناخية لـسانداكان | البيانات المناخية لـسانداكان |
| الشهر                                                                                           | يناير                        | فبراير                       | مارس                         | أبريل                        | مايو                         | يونيو                        | يوليو                        | أغسطس                        | سبتمبر                       | أكتوبر                       | نوفمبر                       | ديسمبر                       | المعدل السنوي                |
| ----------------------------------------------------------------------------------------------- | ---------------------------- | ---------------------------- | ---------------------------- | ---------------------------- | ---------------------------- | ---------------------------- | ---------------------------- | ---------------------------- | ---------------------------- | ---------------------------- | ---------------------------- | ---------------------------- | ---------------------------- |
| الدرجة القصوى °م (°ف)                                                                           | 34.8 (94.6)                  | 34.1 (93.4)                  | 33.6 (92.5)                  | 36.1 (97.0)                  | 36.5 (97.7)                  | 35.9 (96.6)                  | 35.9 (96.6)                  | 36.0 (96.8)                  | 35.6 (96.1)                  | 35.3 (95.5)                  | 34.6 (94.3)                  | 34.2 (93.6)                  | 36.5 (97.7)                  |
| متوسط درجة الحرارة الكبرى °م (°ف)                                                               | 29.2 (84.6)                  | 29.5 (85.1)                  | 30.5 (86.9)                  | 31.6 (88.9)                  | 32.5 (90.5)                  | 32.2 (90.0)                  | 32.2 (90.0)                  | 32.3 (90.1)                  | 31.5 (88.7)                  | 31.6 (88.9)                  | 30.7 (87.3)                  | 29.8 (85.6)                  | 31.1 (88.0)                  |
| المتوسط اليومي °م (°ف)                                                                          | 26.2 (79.2)                  | 26.4 (79.5)                  | 27.0 (80.6)                  | 27.6 (81.7)                  | 27.7 (81.9)                  | 27.3 (81.1)                  | 27.1 (80.8)                  | 27.2 (81.0)                  | 27.0 (80.6)                  | 26.9 (80.4)                  | 26.8 (80.2)                  | 26.5 (79.7)                  | 27.0 (80.6)                  |
| متوسط درجة الحرارة الصغرى °م (°ف)                                                               | 23.3 (73.9)                  | 23.3 (73.9)                  | 23.5 (74.3)                  | 23.7 (74.7)                  | 23.7 (74.7)                  | 23.4 (74.1)                  | 22.1 (71.8)                  | 23.1 (73.6)                  | 22.6 (72.7)                  | 23.2 (73.8)                  | 23.3 (73.9)                  | 23.4 (74.1)                  | 23.2 (73.8)                  |
| أدنى درجة حرارة °م (°ف)                                                                         | 18.3 (64.9)                  | 19.4 (66.9)                  | 20.0 (68.0)                  | 21.1 (70.0)                  | 21.1 (70.0)                  | 20.6 (69.1)                  | 20.2 (68.4)                  | 19.4 (66.9)                  | 20.6 (69.1)                  | 20.6 (69.1)                  | 20.0 (68.0)                  | 20.1 (68.2)                  | 18.3 (64.9)                  |
| الهطول مم (إنش)                                                                                 | 436.8 (17.20)                | 267.6 (10.54)                | 157.8 (6.21)                 | 107.3 (4.22)                 | 137.6 (5.42)                 | 200.3 (7.89)                 | 194.7 (7.67)                 | 212.6 (8.37)                 | 236.9 (9.33)                 | 252.5 (9.94)                 | 344.2 (13.55)                | 461.8 (18.18)                | 3٬010٫1 (118.51)             |
| متوسط أيام هطول الأمطار (≥ 1.0 mm)                                                              | 18                           | 12                           | 10                           | 7                            | 9                            | 12                           | 12                           | 13                           | 13                           | 15                           | 18                           | 19                           | 158                          |
| متوسط الرطوبة النسبية (%)                                                                       | 84                           | 83                           | 82                           | 81                           | 82                           | 82                           | 83                           | 83                           | 84                           | 85                           | 86                           | 86                           | 84                           |
| ساعات سطوع الشمس الشهرية                                                                        | 155.6                        | 160.9                        | 217.5                        | 247.0                        | 248.9                        | 206.9                        | 220.9                        | 221.5                        | 194.9                        | 190.7                        | 174.5                        | 159.9                        | 2٬399٫2                      |
| المصدر #1: NOAA                                                                                 |                              |                              |                              |                              |                              |                              |                              |                              |                              |                              |                              |                              |                              |
| المصدر #2: Meteo Climat (record highs and lows), الأرصاد الجوية الألمانية (humidity, 1966–1990) |                              |                              |                              |                              |                              |                              |                              |                              |                              |                              |                              |                              |                              |

## أعلام
- أليكس ليم
- فونغ بو بو
- ألبرت كليري
- لويز فونغ
- ديفيد جوني